# Prodaticus
Prodaticus là một chi bọ cánh cứng trong họ Dytiscidae.
Chi này được Sharp miêu tả khoa học năm 1882.

## Các loài
Các loài trong chi này gồm:
- Prodaticus africanus Rocchi, 1976
- Prodaticus pictus Sharp, 1882